# Pelahustán (kommun)
Pelahustán är en kommun i Spanien.   Den ligger i provinsen Toledo och regionen Kastilien-La Mancha, i den centrala delen av landet, 80 km väster om huvudstaden Madrid. Antalet invånare är 380.